# Marie Steiner

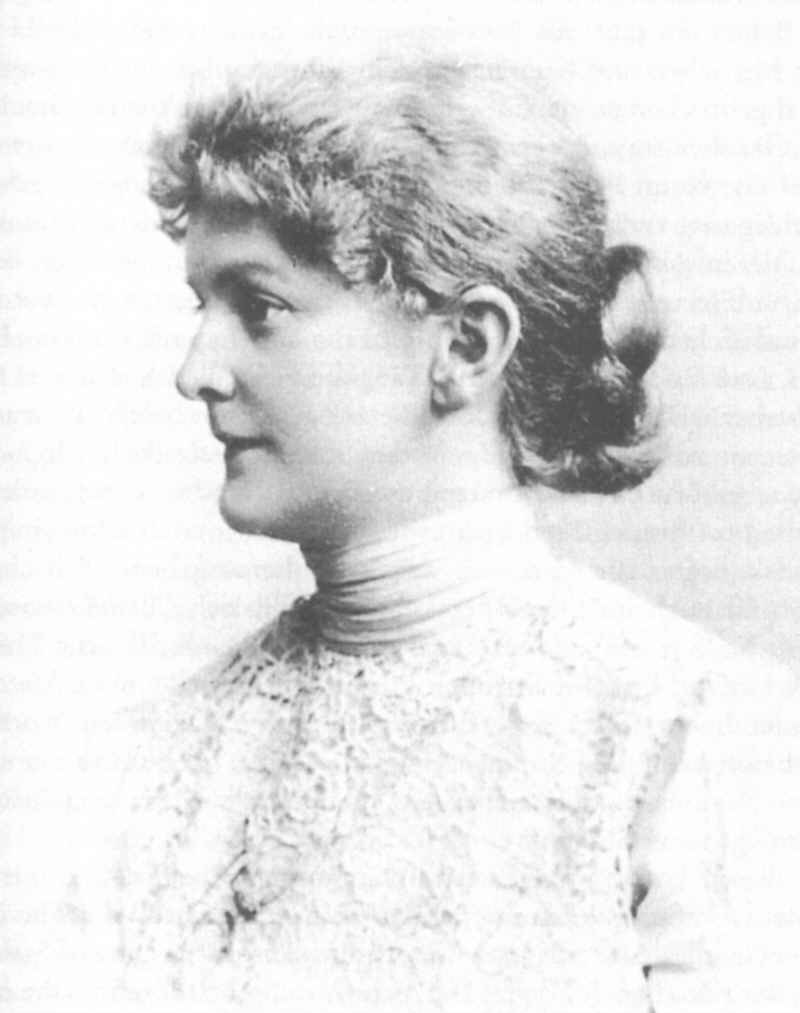
Marie von Sivers (1903)

Marie Steiner, auch Marie Steiner-von Sivers, geborene Marie von Sivers oder Sievers, Siebers (* 14. März 1867 in Włocławek; † 27. Dezember 1948 in Beatenberg, Schweiz), war eine deutsch-baltische Schauspielerin, Regisseurin, Theosophin und Anthroposophin. Als zweite Ehefrau Rudolf Steiners (Begründer der Anthroposophie) besaß sie die österreichische Staatsbürgerschaft.

## Leben und Wirken

### Kindheit und Jugend
Marie Steiner wurde im damaligen Kongresspolen als eines von acht Kindern geboren. Der Vater, Jakob von Sivers (1813–1882), aus dem livländischen Adelsgeschlecht deutsch-baltischer Herkunft von Sivers stammend, war Offizier in russischen Diensten im Rang eines Generalleutnants und Stadtkommandant des Ortes. Die Mutter, Caroline Baum (1834–1912), entstammte einer Familie aus dem rheinischen Neuwied, die sich im nordrussischen Archangelsk angesiedelt hatte. Um 1874/75 zog die Familie aufgrund einer Dienstversetzung des Vaters nach Riga, und um 1877, nach der Pensionierung des Vaters, folgte ein weiterer Umzug nach Sankt Petersburg. Dort besuchte Marie eine deutsche Privatschule, nach deren Abschluss sie einem ihrer Brüder auf ein heruntergewirtschaftetes Bauerngut bei Nowgorod folgte, wo sie als Lehrerin tätig war. 1894 starb der Bruder, und Marie musste zurück nach Sankt Petersburg.

### Hinwendung zur Kunst
Mit finanzieller Unterstützung ihrer Familie studierte sie am Conservatoire de Paris von 1895 bis 1897 Rezitation und Deklamation wahrscheinlich als Hörerin und nahm gleichzeitig Privatunterricht bei Maria Favart; diese vertiefte sie nach ihrer Rückkehr nach Sankt Petersburg noch weiter. 1899 erhielt sie ein Angebot, am Berliner Schillertheater zu spielen, woraufhin sie nach Deutschland übersiedelte. Die Enge des Bühnenbetriebs sagte ihr jedoch nicht zu, und so verließ sie das Theater noch im selben Jahr wieder. Nachdem sie die Werke von Édouard Schuré kennen- und schätzengelernt hatte, nahm sie im Oktober 1900 mit ihm Kontakt auf. Es entwickelte sich ein reger Briefwechsel, und in der Folge übersetzte Sivers mehrere Werke Schurés aus dem Französischen ins Deutsche.

### In der Theosophischen Gesellschaft
Durch einen Hinweis Schurés aufmerksam geworden, trat sie im November 1900 der Deutschen Theosophischen Gesellschaft (D.T.G.) in Berlin bei. Dort lernte sie noch im selben Monat in der Bibliothek von Cay Lorenz Graf von Brockdorff, dessen Frau Sophie Gräfin von Brockdorff und Rudolf Steiner kennen, der in diesen Räumen seit Ende September 1900 Vorträge hielt. Diese Begegnung prägte von nun an ihr Leben bis zu ihrem Tod im Jahr 1948. Nachdem Graf Brockdorff aus Altersgründen von seiner Funktion als Leiter der Berliner D.T.G.-Loge zurückgetreten war, wurde Steiner am 17. Januar 1902 sowohl Mitglied der D.T.G. als auch neuer Leiter der Berliner Loge, mit Marie von Sivers als seiner Sekretärin und „rechten Hand“. Bei der am 19. Oktober 1902 folgenden Gründung der Deutschen Sektion der Theosophischen Gesellschaft (DSdTG) übernahm Steiner den Posten des Generalsekretärs, weiterhin mit Marie von Sivers als seiner Sekretärin.

Marie Steiner (erste Reihe, 4 v.l.) neben Rudolf Steiner (5 v.l.) im Saal des Münchener Kongresses 1907

Von Anfang an arbeitete Sivers eng mit Steiner zusammen; dabei war sie es, die mit ihren Sprachkenntnissen zum größten Teil die administrativen und organisatorischen Arbeiten bei der DSdTG leistete und damit maßgeblich für deren Aufbau verantwortlich zeichnete. Daneben organisierte sie die immer umfangreicher werdende Vortragstätigkeit Steiners, führte seine damit zusammenhängende Korrespondenz, begleitete ihn auf vielen seiner Reisen und war seine Dolmetscherin. Um die zahlreichen Schriften Steiners einfacher publizieren zu können, gründete sie 1908 den Philosophisch-Theosophischen Verlag in Berlin. Ein wesentlicher Grund für die Verlagsgründung war, dass Steiners Werke zunehmend „esoterischer“ wurden und kaum noch Verleger zu einer uneingeschränkten Veröffentlichung bereit waren. 1913 erfolgte die Umbenennung in Philosophisch-Anthroposophischer Verlag und 1923 die Verlegung ins schweizerische Dornach.

### Als Freimaurerin
Am 24. Januar 1905 wurde Marie von Sivers, zusammen mit Rudolf Steiner, in den Ordo Templi Orientis aufgenommen, ein gemischtgeschlechtliches „irreguläres“ Freimaurersystem nach dem Memphis-Misraïm-Ritus. Ziel war die Gründung einer eigenen Freimaurer-Loge, welche Frauen und Männer aufnahm. Nach dessen Gründung erhielt sie am 3. Januar 1906 von Theodor Reuß die Autorisierung, selber Frauen aufzunehmen. Kurz darauf folgte die Ernennung zur General-Großsekretärin für Adoptionslogen. Im Sommer 1914 stellte Steiner den Betrieb der Loge ein. Seitdem pflegten sie keine weiteren freimaurerischen Aktivitäten.

### In der Anthroposophischen Gesellschaft

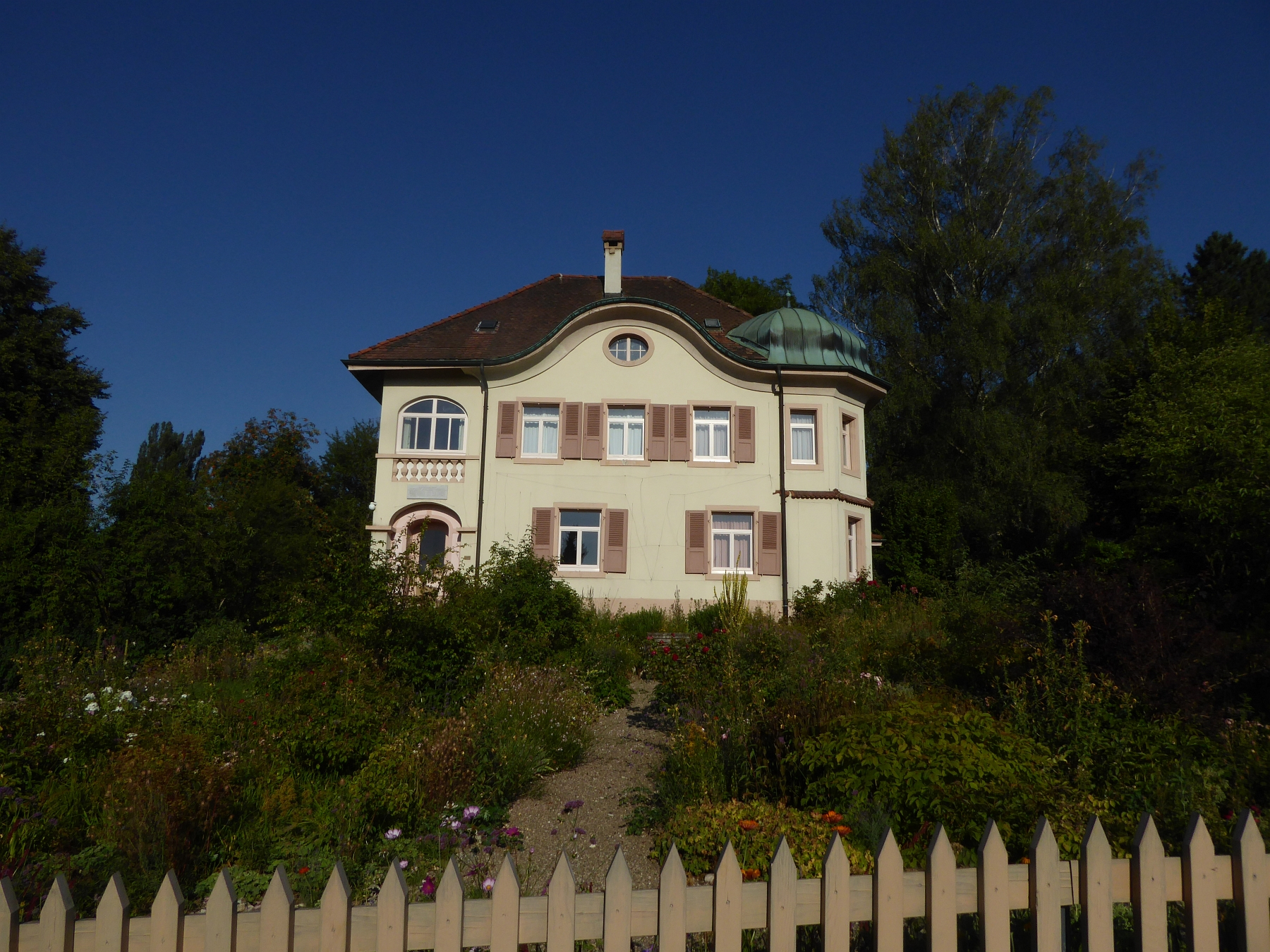
Unterer Zielweg 36, Dornach. In diesem Hause lebten die Mitglieder des Gründungsvorstandes der Allgemeinen Anthroposophischen Gesellschaft.

Um die Jahreswende 1912/13 kam es zur Trennung von der Theosophischen Gesellschaft, Steiner konstituierte am 3. Februar 1913 die Anthroposophische Gesellschaft, und Marie von Sivers übernahm neben Carl Unger und Michael Bauer deren Vorsitz. 1916 gab sie diesen Posten, einem Rat Steiners folgend, jedoch wieder auf. Im Dezember 1923 wurde sie auf der sogenannten „Weihnachtstagung“ neben Rudolf Steiner eines der fünf weiteren Vorstandsmitglieder der neu gegründeten Anthroposophischen Gesellschaft.
Während eines theosophischen Kongresses vom 18. bis 21. Mai 1907 in München wurde von Steiner das durch Marie von Sivers übersetzte Schuré-Werk Das heilige Drama von Eleusis aufgeführt; weitere von ihr übersetzte Dramen Schurés wurden in den nächsten Jahren gespielt. In den von Steiner verfassten Mysteriendramen, die in den Jahren 1910 bis 1913, ebenfalls in München, uraufgeführt wurden, hatte sie Hauptrollen inne.

### Heirat
Am 24. Dezember 1914 besiegelte ihre Heirat mit Rudolf Steiner die bereits seit Jahren bestehende gegenseitige Zuneigung und Liebe; ab jetzt führte sie den Namen Marie Steiner – manchmal auch als Marie Steiner-von Sivers wiedergegeben. Durch ihre Ehe erlangte sie die österreichische Staatsbürgerschaft.

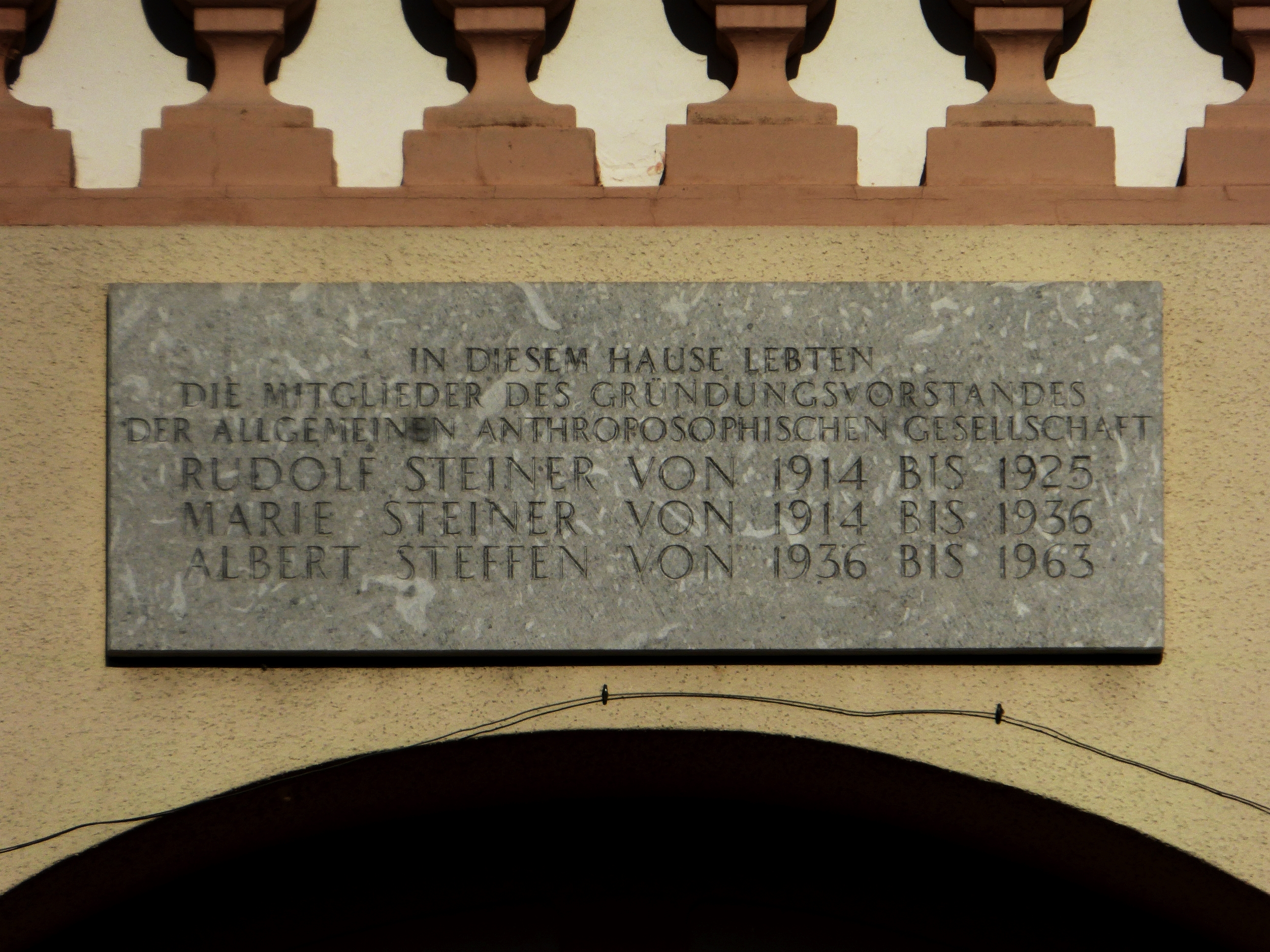
Gedenktafel über dem Hauseingang.

Bereits seit 1907 war Marie von Sivers an der Entwicklung der später so benannten Eurythmie, einer von Steiner und Lory Maier-Smits begründeten neuen Tanz- und Bewegungskunst, beteiligt (der Name, das griechische Wort für „Gleichmaß“, geht auf ihren Vorschlag zurück). Ab Ende 1914 entwickelte sie für die Aufführungen eine spezielle Sprechkunst. 1919, nach dem Ende des Ersten Weltkriegs, bereiste sie mehrere europäische Länder, gab Eurythmievorstellungen und gründete Eurythmieschulen. Daneben hielt sie Sprachgestaltungskurse ab und widmete sich auch dramaturgischen Arbeiten.
Von Sievers erkrankte wiederholt schwer. Ab 1911, durch die übermäßige Arbeit bereits am Burnout-Syndrom leidend, musste sie Beinschienen tragen oder einen Rollstuhl benutzen.
Marie Steiner lebte von 1914 bis 1936 im Haus des Gründungsvorstandes der Allgemeinen Anthroposophischen Gesellschaft am Unterer Zielweg 36 in Dornach.

### Die Rudolf-Steiner-Nachlassverwaltung
Nach Rudolf Steiners Tod am 30. März 1925 verwaltete seine Witwe als testamentarische Erbin seinen literarischen und künstlerischen Nachlass. Es ist vor allem ihr Verdienst, dass Steiners Werk unverändert und als Einheit herausgegeben werden konnte. Die Rudolf-Steiner-Gesamtausgabe umfasst heute weit über 300 Bände. Marie Steiner selbst bearbeitete dabei über 500 Publikationen und verfasste dazu Einführungen und Erläuterungen.
Um das von ihr begonnene Werk fortzusetzen, gründete Marie Steiner 1943 die Rudolf-Steiner-Nachlassverwaltung, Verein zur Verwaltung des literarischen und künstlerischen Nachlasses von Dr. Rudolf Steiner. Dieser Einrichtung übertrug sie am 1. Dezember 1947 sämtliche Rechte an den Werken Steiners, ein Vorhaben, das schon ab 1945 zu Streitigkeiten mit der Allgemeinen Anthroposophischen Gesellschaft (AAG) geführt hatte, die ihrerseits Rechte am Werk Steiners anmeldete. Die Differenzen führten 1949 zur Spaltung der AAG, die sich in der Eidgenossenschaft als Anthroposophische Vereinigung in der Schweiz etablierte und bis heute besteht.

### Marie Steiner und die Kunst des Sprechens
Mit Rudolf Steiner entwickelte sie zusammen eine neue Kunst des Sprechens, die „Sprachgestaltung“. Aus den gemeinsam dazu gegebenen Kursen gibt es die Aufzeichnungen Methodik und Wesen der Sprachgestaltung, Die Kunst der Rezitation und Deklamation und Sprachgestaltung und Dramatische Kunst. Nach dem Tod ihres Gatten beteiligte sie sich maßgeblich daran, dass der ganze Faust ungekürzt 1938 zum ersten Mal aufgeführt wurde.
Sie setzte sich dafür ein, dass die Eurythmie weiterentwickelt wurde und unterrichtete die Schauspieler der Goetheanum-Bühne in der Gestaltung der Sprache. Sie entwickelte in den zwanziger Jahren eine Sprechchor-Kunst und baute einen Sprechchor auf, der auf seinen erfolgreichen Tourneen durch ganz Europa bestaunt und gefeiert wurde, wie man der Presse der damaligen Zeit entnehmen kann.
Sie übergab ihren Schülern H. Zuelzer-Ernst und Johann Wolfgang Ernst das Recht, diese Sprachschule weiter zu führen. Doch in Auseinandersetzungen um den Nachlass wurde die Marie-Steiner-Schule für Sprachgestaltung in Dornach nicht geduldet und führte auf Wanderschaft und in Malsch bei Karlsruhe ein nahezu unbeachtetes Schattendasein.

## Werke

### Eigene Schriften
- Aphoristisches zur Rezitationskunst. Der kommende Tag, Stuttgart 1922
- Aus dem Wirken von Marie Steiner. Gesammelte Aufsätze (hg. v. Edwin Froböse). Rudolf-Steiner-Nachlassverwaltung, Dornach 1951
- Rudolf Steiner und die Künste. Ein Aufsatz aus dem Jahr 1927. Rudolf-Steiner-Nachlassverwaltung, Dornach 1961
- Die Anthroposophie Rudolf Steiners. Einleitungen und Vorworte zu den Erstveröffentlichungen von Rudolf Steiners Werken. (Gesammelte Schriften 1). Dornach 1967, ISBN 3-7274-5157-2
- Gedichte – Übertragungen – Aphorismen. Dornach 1969; 2. A. 1988, ISBN 3-7274-5233-1
- Rudolf Steiner und die Redenden Künste. Eurythmie, Sprachgestaltung und Dramatische Kunst. Gesammelte Aufsätze und Berichte. Rudolf-Steiner-Verlag (Gesammelte Schriften 2), Dornach 1974, ISBN 3-7274-5169-6

### Übersetzungen
- Schuré: Die Kinder des Luzifer. Leipzig 1905
- Schuré: Die großen Eingeweihten. Geheimlehren der Religionen. Leipzig 1909; aktuelle Auflage: Anaconda, Köln 2006, ISBN 3-86647-027-4
- Schuré: Die Heiligtümer des Orients. Ägypten – Griechenland – Palästina. Leipzig 1912; Reprint Engel, Stuttgart 1991, ISBN 3-927118-02-8
- Solovjeff: Gedichte. Dornach 1942; neu in: Dornach 1969, ISBN 3-7274-5233-1